# 1998년 아시안 게임 배드민턴
1998년 아시안 게임 배드민턴(태국어: กีฬาแบดมินตันในเอเชียนเกมส์ 1998)은 1998년 아시안 게임에서 정식 종목으로 진행된 배드민턴 종목으로 1998년 12월 8일에서 17일까지 진행되었다.

## 참가국
이번 대회에서는 14개국 총 132명의 선수가 참가한다.
| - 캄보디아 (2) - 중화인민공화국 (16) - 홍콩 (10) - 인도 (1) - 인도네시아 (16) - 이란 (4) - 일본 (11) | - 대한민국 (16) - 말레이시아 (16) - 파키스탄 (2) - 필리핀 (4) - 스리랑카 (2) - 중화 타이베이 (16) - 태국 (16) |

## 메달 집계

### 메달리스트
| 종목               | 금 | 은                                                                   | 동 |
| ------------------ | --- | -------------------------------------------------------------------- | --- |
| 남자 단식 자세히   | 둥중 중국 (CHN) | 헨드라완 인도네시아 (INA)                                            | 쑨쥔 중국 (CHN) |
| 남자 단식 자세히   | 둥중 중국 (CHN) | 헨드라완 인도네시아 (INA)                                            | 용혹킨 말레이시아 (MAS) |
| 남자 복식 자세히   | 인도네시아 (INA) 리키 수바자 렉시 마이나키                                                                              | 태국 (THA) 프라못 티라위왓 시리퐁 시리푼                             | 중화인민공화국 (CHN) 류융 위진하오 |
| 남자 복식 자세히   | 인도네시아 (INA) 리키 수바자 렉시 마이나키                                                                              | 태국 (THA) 프라못 티라위왓 시리퐁 시리푼                             | 대한민국 (KOR) 이동수 유용성 |
| 남자 단체전 자세히 | 인도네시아 (INA) 토니 구나완 렉시 마이나키 부디 산토소 리키 수바자 찬드라 위자야 트리 쿠샤르잔토 헨드라완 타우픽 히다얏 | 중화인민공화국 (CHN) 둥중 뤄이강 류융 쑨쥔 위진하오 장쥔 장웨이 천강 | 대한민국 (KOR) 강경진 박성우 안재창 유용성 이동수 하태권 황선호                                                                             |
| 남자 단체전 자세히 | 인도네시아 (INA) 토니 구나완 렉시 마이나키 부디 산토소 리키 수바자 찬드라 위자야 트리 쿠샤르잔토 헨드라완 타우픽 히다얏 | 중화인민공화국 (CHN) 둥중 뤄이강 류융 쑨쥔 위진하오 장쥔 장웨이 천강 | 말레이시아 (MAS) 제러미 간 용혹킨 웡충한 체아순퇴 첸총밍 제임스 추아 팡체창 로슬린 하심                                                     |
| 여자 단식 자세히   | 요네쿠라 가나코 일본 (JPN)                                                                                              | 궁즈차오 중국 (CHN)                                                  | 수칫라 아까망각레파이산 태국 (THA) |
| 여자 단식 자세히   | 요네쿠라 가나코 일본 (JPN)                                                                                              | 궁즈차오 중국 (CHN)                                                  | 이주현 대한민국 (KOR) |
| 여자 복식 자세히   | 중화인민공화국 (CHN) 거페이 구쥔                                                                                        | 인도네시아 (INA) 엘리자 나타나엘 데이아나 롬반                       | 대한민국 (KOR) 라경민 정재희 |
| 여자 복식 자세히   | 중화인민공화국 (CHN) 거페이 구쥔                                                                                        | 인도네시아 (INA) 엘리자 나타나엘 데이아나 롬반                       | 중화인민공화국 (CHN) 친이위안 탕허톈 |
| 여자 단체전 자세히 | 중화인민공화국 (CHN) 거페이 구쥔 궁즈차오 다이윈 예자오잉 장닝 친이위안 탕허톈                                          | 대한민국 (KOR) 김신영 김지현 라경민 이경원 이주현 임경진 정재희      | 일본 (JPN) 마쓰다 하루코 미즈이 야스코 요네쿠라 가나코 이다 다카코 이와타 요시코 이토 사오리                                                |
| 여자 단체전 자세히 | 중화인민공화국 (CHN) 거페이 구쥔 궁즈차오 다이윈 예자오잉 장닝 친이위안 탕허톈                                          | 대한민국 (KOR) 김신영 김지현 라경민 이경원 이주현 임경진 정재희      | 인도네시아 (INA) 엘리자 나타나엘 데이아나 롬반 메일루와티 미아 아우디나 인다르티 이솔리나 카르멜리타 친다나 하르토노 쿠스마 미나르티 티무르 |
| 혼성 복식 자세히   | 대한민국 (KOR) 김동문 라경민                                                                                            | 대한민국 (KOR) 이동수 임경진                                         | 인도네시아 (INA) 트리 쿠샤르잔토 미나르티 티무르                                                                                            |
| 혼성 복식 자세히   | 대한민국 (KOR) 김동문 라경민                                                                                            | 대한민국 (KOR) 이동수 임경진                                         | 중화인민공화국 (CHN) 장쥔 친이위안 |

### 메달 순위
| 순위 | 국가           | 금메달 | 은메달 | 동메달 | 합계 |
| ---- | -------------- | ------ | ------ | ------ | ---- |
| 1    | 중화인민공화국 | 3      | 2      | 4      | 9    |
| 2    | 인도네시아     | 2      | 2      | 2      | 6    |
| 3    | 대한민국       | 1      | 2      | 4      | 7    |
| 4    | 일본           | 1      | 0      | 1      | 2    |
| 5    | 태국           | 0      | 1      | 1      | 2    |
| 6    | 말레이시아     | 0      | 0      | 2      | 2    |
| 합계 | 합계           | 7      | 7      | 14     | 28   |